# Galerucella grisescens
Galerucella grisescens är en skalbaggsart som först beskrevs av Joannis 1865.  Galerucella grisescens ingår i släktet Galerucella, och familjen bladbaggar. Enligt den finländska rödlistan är arten nära hotad i Finland. Arten har ej påträffats i Sverige. Artens livsmiljö är strandängar vid sötvatten.